# Rive
Rive (Rive in piemontese) è un comune italiano di 436 abitanti della provincia di Vercelli in Piemonte. 

Situato alla destra del torrente Marcova, Rive è un piccolo centro rurale localizzato a sud di Vercelli, da cui dista circa 15 chilometri. Il suo territorio è occupato prevalentemente da risaie.

## Origini del nome
Il toponimo Rive deriva dal latino ripae ed indica un estremo lembo di terra bagnato dalle acque di fiumi o torrenti. Secondo un illustre storico locale, invece, Rive trarrebbe il suo nome dal trovarsi al fine di una "ripa" o "costa" (dosso composto di sedimenti morenici) che si protende verso ovest fino alla borgata di Crescentino denominata "Monte". Questa seconda ipotesi è, comunque, perfettamente conciliabile con la prima.

## Storia
Le prime testimonianze attestanti l'esistenza di Rive risalgono al 1268. In quell'anno il comune di Vercelli, dominato dalla parte guelfa, stava conducendo una guerra contro i suoi fuoriusciti ghibellini, capeggiati dai Tizzoni (Giacomo e Bucino), detentori di due importanti roccaforti: il castello di Rive e quello di Balzola, posti entrambi ai confini col territorio di Casale. 

Rive fu fra i primi a passare sotto il dominio dei Visconti, allorché Riccardo Tizzoni, nipote di Giacomo e capo dei Ghibellini vercellesi, riuscì ad impadronirsi di Vercelli e del suo distretto, offrendone, nel 1335, la signoria ad Azzone Visconti, di cui egli aveva sposato una sorella.

In seguito il paese subì danni ingenti a causa di un incendio improvviso, che lo distrusse per circa due terzi. L'esenzione di metà dell'estimo dei focaggi per cinque anni contribuì a scongiurare l'abbandono del borgo. Nel 1427 Rive passò con tutto il distretto di Vercelli sotto il dominio sabaudo.

All'inizio del secolo XVII l'importanza militare del castello di Rive era diminuita sensibilmente, anche se non mancarono occasioni in cui esso fu adibito ad alloggiamento di truppe durante le continue guerre tra il Ducato di Savoia, Francia e Spagna. 

Nel 1638, quando gli Spagnoli assediarono e presero Vercelli, mantenendone poi il possesso per ventuno anni, Rive ebbe a subire nuovamente gravi danni e la sua popolazione fu ridotta in miseria estrema.

Nuovi danni arrecarono a Rive ed al suo castello (ormai considerato alla stregua di un cascinale) le truppe francesi del Vendome (1704). 

Nel 1802 la contessa Paola Tizzoni, figlia di Giuseppe Amedeo e moglie di Gerolamo Scarampi, abbandonò definitivamente Rive, stabilendosi nel castello di Camino, di proprietà degli Scarampi. Il castello di Rive fu acquistato dai conti Beria d'Argentine. 

Nella seconda metà del secolo XIX la costruzione della ferrovia che unisce Vercelli a Casale e Valenza, passando sul territorio di Rive, fu determinante per l'esito della Battaglia di Palestro (seconda guerra di indipendenza) e fondamentale per lo sviluppo socio/economico del paese. 

Il potenziamento della rete idrica e la possibilità d'immersione, estesa alla totalità dell'agro rivese, fu un fattore non trascurabile che modificò radicalmente le coltivazioni tradizionali. 

Con l'inizio del XX secolo, anche la comunità di Rive risentì del fenomeno nazionale dell'emigrazione oltre oceano, il cui riflesso economico provocò l'innalzamento del tenore di vita della popolazione e il conseguente ampliamento urbano, sino all'avvento della prima guerra mondiale. Successivamente ai conflitti mondiali, l'andamento demografico ha avuto un progressivo decremento, fino a giungere ad un minimo di 385 abitanti nel 1991 (dato Istat). 

Negli ultimi anni Rive ha subito un incremento demografico dovuto ad una ripresa delle nascite e ad un flusso migratorio verso i piccoli centri.

### Simboli
Lo stemma del comune di Rive è stato concesso, assieme al gonfalone municipale, con il decreto del presidente della Repubblica del 9 gennaio 2001.

## Società

### Evoluzione demografica
Abitanti censiti

## Infrastrutture e trasporti
La stazione di Rive, attivata nel 1857 lungo l'allora ferrovia Vercelli-Casale-Valenza, venne trasformata in fermata negli anni novanta quando il servizio era ormai da tempo configurato come linea Vercelli-Casale Monferrato, per vedere infine sospeso completamente il traffico nel 2013.

## Amministrazione
L'amministrazione comunale di Rive è stata rinnovata il 25 maggio 2014, in occasione delle elezioni amministrative ed europee.

Sindaco del comune di Rive è l'ing. Manachino Andrea, eletto il 26 maggio 2014 ed insediatosi il 4 giugno 2014.